# Резерват Азрак
Резерват Азрак је је резерват природе и налази се у близини града Азрак у јорданској Источној пустињи. Као оаза за птице селице, Азрак је основан 1978. године и покрива 12 квадратних километара. Природни извори су пресушили 1992. и већина птица селица се одселила из овог подручја. Вештачки извори се данас одржавају у циљу одржавања мочвариног статуса туристичке атракције. Ова мочвара налази се под заштитом Рамсарске конвенције.

## Историја
Мочварно тло је настало пре око 250.000 година као резултат наводњавања из извора, у идеалном складу са геолошким променама. Азрак је још од давнина био раскрсница људских трговачких путева и миграција птица. Милиони кубика слатке воде привлачили су караване камила, који су носили зачине и биљке на путу између Арабије, Месопотамије и Сирије. Милиони птица селица заустављали су се у Азраку на путу између Африке и Европе. Међутим, током шездесетих година 20. века, воду су почели да испумпавају ради потреба растућег становништва у Аману. Од 1978. године, Краљевско друштво за заштиту природе именовало је Азрак за мочварни резерват природе. Међутим, 1992. године су извори пресушили, а издани које су некада биле препуне, пресушиле су. Сви водени биволи на територији Азрака су угинули, а многе птице селице пронашле су ново станиште око Галилејског језера.

## Азрак данас
Мочвара Азрак је окарактерисана као „стање еколошког колапса“. Краљевско друштво за очување природе (RSCN) наставља тешку борбу против раста броја становника и растуће потражње за водом. Јорданско Министарство вода за одржавање Азрака обезбеђује 10.000.000 кубних метара воде годишње, а то је тек толико довољно да одржи површину Азрака на 10% његове оригиналне величине. Данас постоји више од 500 илегалних бунара којима се и даље испумпава вода из мочваре. За само 37 година, број птица селица се смањена са 347.000 (2. фебруар 1967) на 1200 јединки (2. фебруара 2000). Азрак обезбеђује пијаћу воду за једну четвртину Амана. До сада је пресушила површина од 25 квадратних километара која је некада била покривена мочваром.

## Пешачка стаза
Пешачка стаза је подигнута платформа која пролази кроз резерват у дужини од око 1,5 километара. Делови стазе су на тлу и пролазе кроз растиње. На половини стазе налази се „рустично скровиште“ изграђено од цигле, које служи за неометано посматрање птица, а из њега се пружа поглед на мочварне лагуне.

## Флора и фауна
Птице селице долазе из Анадолије, Скандинавије, Сибира, и Африке, и заустављају се у Азраку током дугог путовања. Делимична рестаурација мочваре од стране Краљевског друштва за очување природе довела је до повратка више миграторних врста, као што је Кривокљуна шева (Alaemon alaudipes), Свилорепи црврчић (Cettia cetti), Пустињска зеба (Rhodospiza obsoleta) и Еја мочварица (Circus aeruginosus). Међу 280 забележених миграторних врста у Азраку налазе се и Спрудник убојица (Philomachus pugnax), Сабљарка (Recurvirostra avosetta), Мала спрутка (Calidris minuta) и Жалар слепић (Charadrius dubius). Осим тога, неколико птица грабљивица свраћају у Азрак, као на пример Осичар (Pernis apivorus) и Еја ливадарка (Circus pygargus).

### Преисторијска флора и фауна
Од давнина, Азрак је, у еколошком погледу, био континентални наставак Африке. У том временском периоду, многе животиње које се сматрају афричким живеле су у Азраку. Међу ове врсте убрајају се сиријски дивљи магарац (Equus hemionus hemippus), дивља камила (Camelus ferus), носорог, нилски коњ, азијски слон, газела, дивље говедо - тур (Bos primigenius), азијски гепард (Acinonyx jubatus venaticus), Сиријски ној (Struthio camelus syriacus), азијски лав и арабијски орикс (Oryx leucoryx). Све ове врсте, осим газеле, нестале су из Азрака, а уједно и из Јордана.

## Галерија
- Осматрачница птица
- Пешачка стаза преко мочваре
- Мочвара са острвом
- Поглед на мочвару са копна
- Пешачка стаза кроз растиње